# Heteranthera callifolia
Heteranthera callifolia là một loài thực vật có hoa trong họ Pontederiaceae. Loài này được Rchb. ex Kunth mô tả khoa học đầu tiên năm 1843.